# U 325
U 325 war ein deutsches U-Boot vom Typ VII C/41 der Kriegsmarine im Zweiten Weltkrieg. Es konnte auf seinen drei Feindfahrten keine Schiffe versenken oder beschädigen und sank in den letzten Kriegstagen in einem Minenfeld vor der Küste Cornwalls, wobei alle 52 Besatzungsmitglieder starben.

## Geschichte

### Bau und Indienststellung
Es wurde am 16. Juli 1942 in Auftrag gegeben und am 13. April 1943 auf den Flender-Werken, Lübeck, auf Kiel gelegt. Am 25. März 1944 erfolgte der Stapellauf, am 6. Mai 1944 die Indienststellung unter dem Kommando von Oberleutnant zur See Erwin Dohrn.
Bis zum 30. November 1944 fuhr U 325 als Ausbildungsboot. In dieser Zeit gehörte das Boot zur 4. U-Flottille, einer in Stettin stationierten Ausbildungsflottille. Am 1. Dezember 1944 wurde U 325 der 11. U-Flottille zugeteilt, der es bis zu seiner Versenkung angehörte.

### Einsatz
Zu seiner ersten Unternehmung lief U 325 am 1. Dezember 1944 aus Kiel nach Horten (Norwegen) aus.
Von dort ging die zweite Fahrt am 9. Dezember 1944 zunächst nach Kristiansand und dann von dort aus am 11. Dezember zur Patrouille zu den Britischen Inseln und in den westlichen Ärmelkanal vor Cherbourg. Am 14. Februar des nächsten Jahres kehrte U 325 nach Norwegen zurück und lief Trondheim an.
Die dritte und letzte Fahrt begann am 20. März 1945 in Trondheim und sollte nach Land’s End führen.

### Untergang
Der letzte Kontakt zu U 325 bestand am 10. April 1945 und beinhaltete den Befehl, den Konvoiverkehr um die südwestliche Landzunge Englands herum zu stören.
Bei der bedingungslosen Kapitulation der Wehrmacht am 8. Mai 1945 wurde U 325 beim Befehlshaber der U-Boote als operationsfähig geführt.

### Entdeckung
U 325 galt als vermisst, bis das Wrack im Jahr 2006 zwölf Seemeilen (22 km) nordnordwestlich von Newquay (Cornwall) auf Position 50° 31′ 4″ N, 5° 22′ 8″ W in der Nähe von U 400 und U 1021 gefunden wurde. Alle drei U-Boote sanken im Bristolkanal im Minenfeld mit dem Codenamen Artizan B3, dessen erster Teil am Vormittag des 30. April 1945 von dem Minenleger HMS Plover in einer Tiefe von 18 Metern gelegt worden war. Die Schäden am Wrack (großes halbkreisförmiges Loch) passen zu einem Untergang durch eine Mine. Keines der 52 Besatzungsmitglieder überlebte.
Weitere Identifizierungsmerkmale von U 325 waren ein Klappschnorchel Typ 2 mit einem Ringschwimmer-Schnorchelkopfventil und eine Anti-Radar-Beschichtung (Jaumann) um den Auspuff.